# 카스페이스 신차패키지
카스페이스는 2014년 설립된 신차 대상 시공 기업이다. 2018년부터 한국경제신문이 주최하는 '한국브랜드선호도1위' 산업(자동차튜닝) 부문에서 2024년 기준 7년 연속 1위를 수상했다.